# 아그레미아상 스포르치바 아라피라켄시
아그레미아상 스포르치바 아라피라켄시(Agremiação Sportiva Arapiraquense)는 짧게 ASA로 불리는 브라질의 축구단으로 알라고아스주의 아라피라카를 연고로 한다. 캄페오나투 브레질레이루 세리에 D에 참가하고 있다.

## 우승
- 캄페오나투 알라고아스: 7

1953, 2000, 2001, 2003, 2005, 2009, 2011

## 선수 명단

### 현역
참고: FIFA 자격 규정에 따라 소속된 국가대표팀 국기를 표시합니다. 선수는 복수의 FIFA 비회원국 국적을 가지고 있을 수 있습니다.
| 번호 | 포지션 | 국적   | 이름        |
| ---- | ------ | ------ | ----------- |
| -    | DF     | 베트남 | 티아고 파펠 |

| 번호 | 포지션 | 국적 | 이름 |
| ---- | ------ | ---- | ---- |
| -    | MF     |      | 나탄 |